# Douglas MacArthur
Douglas MacArthur (26 tháng 1 năm 1880 – 5 tháng 4 năm 1964) là một nhà lãnh đạo quân sự người Mỹ, từng giữ chức Thống tướng lục quân Hoa Kỳ, cũng như là Thống chế của Quân đội Philippines. Ông là Tham mưu trưởng Lục quân Hoa Kỳ trong những năm 1930, ông đóng vai trò quan trọng trên mặt trận Thái Bình Dương trong Chiến tranh thế giới thứ hai. MacArthur nhận được Huân chương Danh dự vì đã phục vụ trong chiến dịch Philippines. Ông cùng với cha mình là Arthur MacArthur Jr. trở thành cặp cha con đầu tiên được trao tặng huân chương này. Ông là một trong năm người duy nhất được phong quân hàm Thống tướng trong Lục quân Hoa Kỳ và là người duy nhất được phong quân hàm Thống chế trong Quân đội Philippines.
Lớn lên trong một gia đình binh nghiệp ở biên giới phía tây Hoa Kỳ, MacArthur là thủ khoa tại Học viện Quân sự Tây Texas, nơi ông học xong trung học, và là Đại úy đầu tiên tại Học viện Quân sự Hoa Kỳ ở West Point, nơi ông tốt nghiệp xuất sắc vào năm 1903. Trong thời gian Hoa Kỳ chiếm đóng Veracruz năm 1914, ông thực hiện một nhiệm vụ do thám, nhờ đó ông được đề cử cho Huân chương Danh dự. Năm 1917, ông được thăng quân hàm từ thiếu tá lên đại tá và trở thành tham mưu trưởng Sư đoàn 42 (Cầu vồng). Trong trận chiến trên Mặt trận phía Tây ở Chiến tranh thế giới thứ nhất, ông được thăng lên cấp bậc trung tướng, một lần nữa được đề cử Huân chương Danh dự, và hai lần được trao tặng Huân chương Bảo quốc Thập tự và bảy lần được trao tặng Ngôi sao Bạc.
Từ năm 1919 đến năm 1922, MacArthur giữ chức Hiệu trưởng Học viện Quân sự Hoa Kỳ tại West Point, nơi ông đã thực hiện một loạt cải cách. Nhiệm vụ tiếp theo của ông ở Philippines, vào năm 1924, ông đã có công trong việc dập tắt Cuộc nổi dậy của hướng đạo sinh Philippines. Năm 1925, ông trở thành thiếu tướng trẻ nhất của lục quân Hoa Kỳ. Ông phục vụ trong phiên tòa quân sự xét xử Chuẩn tướng Billy Mitchell và là chủ tịch Ủy ban Olympic Hoa Kỳ tại Thế vận hội Mùa hè 1928 diễn ra ở Amsterdam. Năm 1930, ông trở thành Tham mưu trưởng Quân đội Hoa Kỳ. Ông đã tham gia vào việc trục xuất những người biểu tình thuộc Bonus Army ra khỏi Washington, D.C. vào năm 1932, thành lập và tổ chức Quân đoàn Bảo tồn Dân sự. Ông về hưu năm 1937 và trở thành Cố vấn quân sự cho Chính phủ Khối thịnh vượng chung Philippines.
MacArthur được triệu tập trở lại vào năm 1941 với tư cách chỉ huy trưởng Lực lượng Lục quân Hoa Kỳ ở Viễn Đông. Một loạt biến cố đã xảy ra sau đó, mở đầu bằng việc các lực lượng không quân của ông bị tiêu diệt vào ngày 8 tháng 12 năm 1941 và cuộc xâm lược của Nhật Bản vào Philippines. Lực lượng của MacArthur nhanh chóng rút về Bataan, nơi họ cầm cự cho đến tháng 5 năm 1942. Vào tháng 3 năm 1942, MacArthur, gia đình và các nhân viên của ông rời đảo Corregidor gần đó trên những chiếc PT boat trốn đến Úc, nơi MacArthur trở thành Tư lệnh Tối cao, Khu vực Tây Nam Thái Bình Dương. Khi đi, MacArthur đã có một bài phát biểu, trong đó nổi tiếng với lời hứa "Tôi sẽ trở lại" Philippines. Sau hơn hai năm chiến đấu, ông đã thực hiện được lời hứa đó. Vì hành động bảo vệ Philippines của mình, MacArthur được trao tặng Huân chương Danh dự. Ông chính thức chấp nhận sự đầu hàng của Nhật Bản vào ngày 2 tháng 9 năm 1945 trên tàu USS Missouri đang thả neo ở Vịnh Tokyo, và ông đã giám sát quá trình chiếm đóng Nhật Bản từ năm 1945 đến năm 1951. Là nhà cai trị hiệu quả của Nhật Bản, ông chứng kiến những thay đổi sâu rộng về mặt kinh tế, chính trị và xã hội ở đất nước này. Ông lãnh đạo Bộ Tư lệnh Liên Hợp Quốc trong cuộc Chiến tranh Triều Tiên với những thành công ban đầu; tuy nhiên, cuộc xâm lược của Triều Tiên đã kích động người Trung Quốc, gây ra một loạt các thất bại lớn. MacArthur chấp nhận bị Tổng thống Harry S. Truman cách chức chỉ huy vào ngày 11 tháng 4 năm 1951. Sau đó, ông trở thành chủ tịch hội đồng quản trị của Remington Rand. Ông qua đời tại Washington D.C. vào ngày 5 tháng 4 năm 1964 ở tuổi 84.

## Tuổi thơ và giáo dục
Douglas MacArthur sinh ngày 26 tháng 1 năm 1880 tại Little Rock, Arkansas. Cha của ông là Trung tướng Arthur MacArthur, Jr. là người được tặng thưởng Huân chương Vinh dự, và mẹ là Mary Pinkney Hardy MacArthur từ Norfolk, Virginia. Douglas MacArthur là cháu của chính trị gia Arthur MacArthur, Sr. Ông được làm lễ rửa tội (báp têm) tại Nhà thờ Giáo hội Episcopal (Anh giáo) ở Little Rock vào ngày 16 tháng 5 năm 1880. Trong hồi ký Reminiscences, MacArthur viết rằng trí nhớ đầu tiên của ông là tiếng kèn quân đội, và ông đã học "cưỡi và bắn ngay trước khi tôi có thể đọc hoặc viết, gần như trước khi tôi có thể đi và nói chuyện."

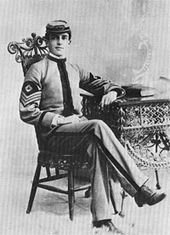
Douglas MacArthur tại Học viện Quân sự Tây Texas vào cuối những năm 1890

Cha của MacArthurwas đồn trú ở San Antonio, Texas năm 1893. Ở đó, Douglas học ở Học viện Quân sự Tây Texas (West Texas Military Academy nay là The Episcopal School of Texas), nơi ông trở thành một học sinh xuất sắc. MacArthur vào Học viện Quân sự Hoa Kỳ ở West Point năm 1898. Là một học viên nổi bật, ông tốt nghiệp hạng nhất trong lớp 93 người năm 1903. Vì có năng lực về thể thao, huấn luyện quân sự, và theo đuổi sự học nên ông được tặng thưởng danh hiệu mà nhiều người thèm muốn đó là "Đệ nhất Thủ lĩnh Đoàn Học viên" (First Captain of The Corps Of Cadets). Chỉ có hai học viên trong lịch sử Học viện West Point vượt qua những thành tựu của ông, trong đó Robert E. Lee là một. MacArthur trở thành một thiếu úy trong Công binh Lục quân Hoa Kỳ (United States Army Corps of Engineers).

## Sĩ quan trẻ
Trong thời gian ông làm viên chức kỹ sư ở Milwaukee, Wisconsin, ông bị đáng giá thấp vì ông không thích nhiệm vụ được giao phó. Sự việc thay đổi khi ông nhận công tác mới làm phụ tá trại (Aide-de-camp) cho cha ông, người được bổ nhiệm vào chức Toàn quyền khi Philippines là thuộc địa của Hoa Kỳ.
Ông gia nhập Tiểu đoàn Kỹ Sư 3, khởi hành đi Philippines vào tháng 10 năm 1903. MacArthur được gửi đến Iloilo, nơi ông giám sát việc xây dựng một cầu cảng tại Trại Jossman. Ông tiếp tục tiến hành khảo sát tại Tacloban, Calbayog và Cebu.
Vào tháng 11 năm 1903, khi làm việc tại Guimaras, ông bị phục kích bởi du kích Philippines; ông đã bắn gục cả hai tên bằng khẩu súng của mình. Ông được thăng chức trung úy đầu tiên tại Manila vào tháng 4 năm 1904.
Vào tháng 10 năm 1904, chuyến công tác của ông bị rút ngắn khi ông bị sốt rét trong một cuộc khảo sát trên Bataan. Ông trở về San Francisco, Tháng 7 năm 1905, ông trở thành kỹ sư trưởng của Sư đoàn Thái Bình Dương.
Tháng 10 năm 1905, MacArthur nhận được lệnh chuyển đến Tokyo làm phụ tá cho cha mình. Một người biết MacArthurs vào thời điểm này đã viết rằng: "Arthur MacArthur là người đàn ông tự do nhất mà tôi từng thấy". Họ kiểm tra các căn cứ quân sự của Nhật Bản tại Nagasaki, Kobe và Kyoto. đến Ấn Độ qua Thượng Hải, Hồng Kông, Java và Singapore, đến Calcutta vào tháng 1 năm 1906. Tại Ấn Độ, họ đã đến thăm Madras, Tuticorin, Quetta, Karachi, Northwest Frontier và Khyber Pass. Sau đó, họ đi thuyền đến Trung Quốc qua Bangkok và Sài Gòn, và đi thăm Quảng Đông, Thanh Đảo, Bắc Kinh, Thiên Tân, Hán Khẩu và Thượng Hải trước khi trở về Nhật Bản vào tháng Sáu. Tháng sau họ trở lại Hoa Kỳ, nơi Arthur MacArthur tiếp tục nhiệm vụ của mình tại Fort Mason. Vào tháng 9 năm 1906, Douglas nhận được lệnh báo cáo cho Tiểu đoàn Kỹ Sư 2 tại Washington và ghi danh vào Trường Kỹ Sư. Trong khi đó, ông cũng là "một trợ lý hỗ trợ Nhà Trắng" theo yêu cầu của Tổng thống Theodore Roosevelt.
Vào tháng 8 năm 1907, MacArthur được gửi đến văn phòng kỹ sư ở Milwaukee, nơi cha mẹ ông đang sống. Vào tháng 4 năm 1908, ông chuyển đến Fort Leavenworth, nơi ông được giao nhiệm vụ đầu tiên của mình, Công ty K, Tiểu đoàn Kỹ sư thứ 3. Ông trở thành phụ tá tiểu đoàn năm 1909 và sau đó là sĩ quan kỹ sư tại Fort Leavenworth vào năm 1910. MacArthur được thăng chức vào tháng 2 năm 1911 và được bổ nhiệm làm Trưởng phòng Kỹ thuật Quân sự và Trường Kỹ sư Thực địa. Ông tham gia huấn luyện tại San Antonio, Texas, với Sư đoàn Cơ động vào năm 1911 và phục vụ tại Panama vào tháng 1 và tháng 2 năm 1912. Cái chết đột ngột của cha ông vào ngày 5 tháng 9 năm 1912 khiến Douglas và anh trai trở lại Milwaukee để chăm sóc cho mẹ của họ khi sức khỏe ngày một xấu đi. MacArthur yêu cầu chuyển đến Washington, để mẹ anh có thể ở gần Bệnh viện Johns Hopkins. Tham mưu trưởng quân đội, Thiếu tướng Leonard Wood, đã đưa vấn đề này với Bộ trưởng Chiến tranh Henry L. Stimson, và sắp xếp cho MacArthur được đưa lên Văn phòng Tham mưu trưởng năm 1912.

## Cuộc thám hiểm Veracruz
Ngày 21 tháng 4 năm 1914, Tổng thống Woodrow Wilson ra lệnh chiếm đóng Veracruz. MacArthur được gửi đến khu vực, đến ngày 1 tháng 5 năm 1914. Ông nhận ra rằng cần thiết phải có một tuyến đường sắt để hỗ trợ hậu cần. Nhận thấy ở đây có rất nhiều ô tô và đường sắt ở Veracruz nhưng không có đầu máy xe lửa, MacArthur tiến hành xác minh một báo cáo rằng có một số đầu máy xe lửa ở Alvarado, Veracruz. Với giá 150 đô la, ông đã mua một chiếc xe tay ga và thuê ba người Mexico. MacArthur và nhóm của ông đã tìm thấy năm động cơ ở Alvarado, hai trong số đó đã không thể sử dụng, nhưng ba đầu máy khác thì còn sử dụng được. Trên đường trở về Veracruz, nhóm của ông bị phục kích bởi năm người đàn ông vũ trang. Cả nhóm đã chạy trốn và MacArthur đã tiêu diệt được hai tên. Ngay sau đó, họ bị tấn công bởi một nhóm khoảng mười lăm kỵ binh. MacArthur bị ba viên đạn găm vào trong quần áo nhưng không hề hấn gì. Một trong những người bạn của anh bị thương nhẹ trước khi MacArthur tiêu diệt bốn tên. Hơn nữa, nhóm đã bị tấn công lần thứ ba bởi ba người đàn ông. MacArthur nhận được một viên đạn khác trong áo của mình, nhưng nhóm của ông đã sử dụng chiếc xe tay ga vượt qua tất cả những kẻ phục kích.

## Chiến tranh thế giới thứ nhất

### Sư đoàn 42
MacArthur trở lại Sở Chiến tranh, nơi ông được thăng chức vào ngày 11 tháng 12 năm 1915. Tháng 6 năm 1916, ông được bổ nhiệm làm Cục trưởng Thông tin tại văn phòng Bộ trưởng Chiến tranh, Newton D. Baker. MacArthur đã được coi là nhân viên báo chí đầu tiên của Quân đội. Sau khi tuyên chiến với Đức vào ngày 6 tháng 4 năm 1917, Baker và MacArthur bảo đảm một thỏa thuận từ Tổng thống Wilson cho việc sử dụng Lực lượng Cảnh sát Quốc gia trên Mặt trận phía Tây. MacArthur đề nghị gửi một bộ phận đầu tiên được tổ chức từ các đơn vị của các tiểu bang khác nhau. Baker đã phê chuẩn việc thành lập Sư đoàn 42, và bổ nhiệm Thiếu tướng William A. Mann, người đứng đầu Cục Cảnh sát Quốc gia, làm tư lệnh; MacArthur được thăng hàm đại tá.
Sư đoàn 42 được tập hợp vào tháng 8 và tháng 9 năm 1917 tại Camp Mills, New York và khởi hành từ một đoàn tàu vận tải từ Hoboken, New Jersey, đến Pháp vào ngày 18 tháng 10 năm 1917. Ngày 19 tháng 12, Mann thay thế Thiếu tướng Charles T. Menoher làm chỉ huy sư đoàn.

### Cuộc tấn công Champagne-Marne

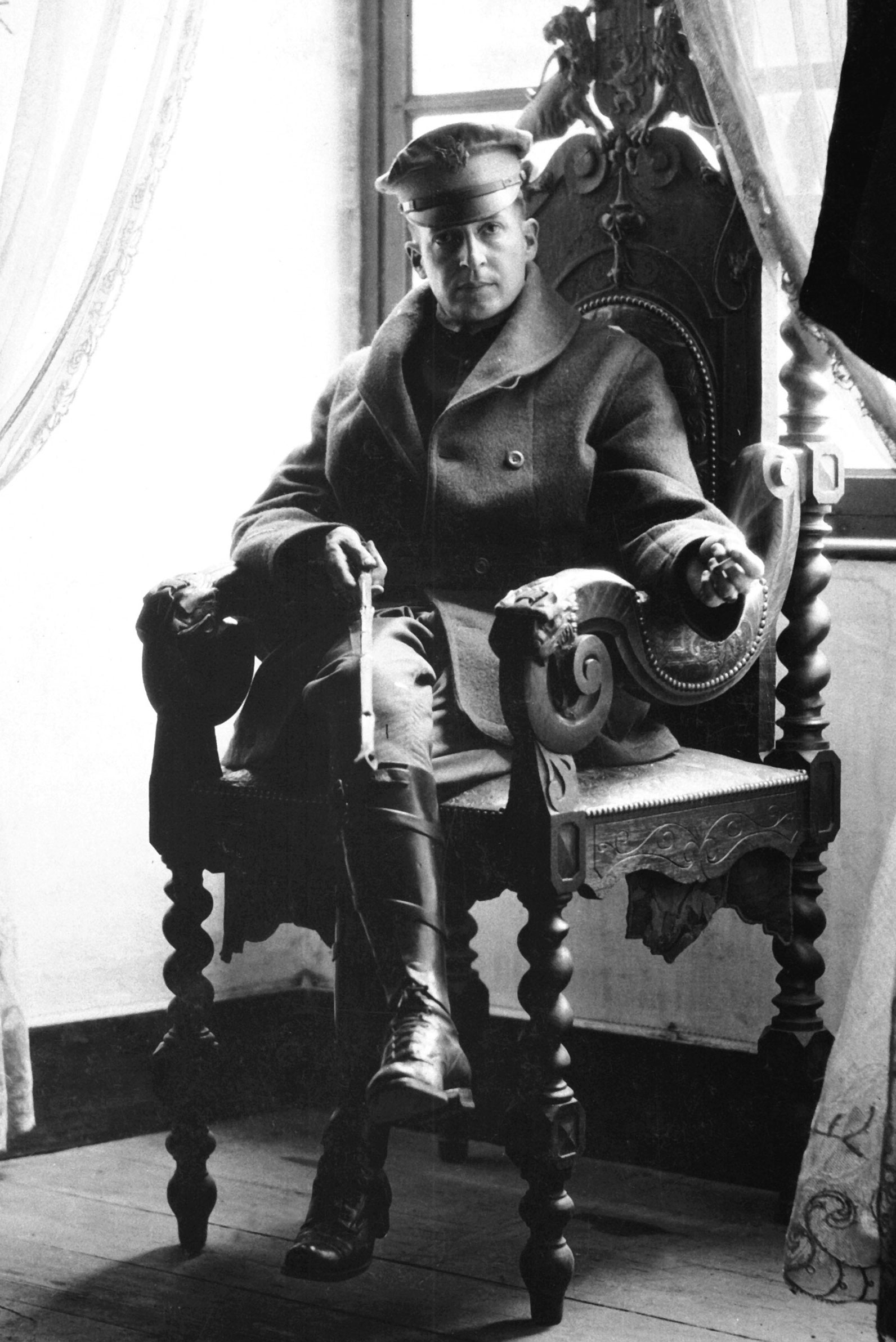
Chuẩn tướng MacArthur tại một Lâu đài Pháp tháng 9 năm 1918

Sư đoàn 42 bước vào khu vực Lunéville yên tĩnh vào tháng 2 năm 1918. Vào ngày 26 tháng 2, MacArthur và thuyền trưởng Thomas T. Handy đi cùng một cuộc đột kích của Pháp, khi đó MacArthur đã hỗ trợ trong việc bắt giữ một số tù nhân Đức. Chỉ huy của Quân đoàn 7 Pháp, Thiếu tướng Georges de Bazelaire, MacArthur cùng với Croix de Guerre được đề nghị trao huân chương Silver Star. Vào ngày 9 tháng 3, Sư đoàn 42 đã mở các cuộc tấn công vào các chiến hào của Đức ở Salient du Feys. MacArthur đi cùng lữu đoàn bộ binh thứ 168. Lần này, Với sự lãnh đạo, ông đã được trao tặng với Huân chương Thập tự.
MacArthur được thăng chức tướng quân vào ngày 26 tháng 6. Vào cuối tháng 6, Sư đoàn 42 chuyển sang Châlons-en-Champagne để chống lại cuộc tấn công Champagne-Marne của Đức. Général d'Armée Henri Gouraud của Quân đoàn 04, Pháp được chọn để đáp ứng các cuộc tấn công sâu vào lòng địch. Kế hoạch của ông đã thành công, và MacArthur được trao huân chương Silver Star lần hai. Sư đoàn 42 tham gia vào cuộc tấn công của đồng minh tiếp theo, và MacArthur được trao huân chương Silver Star lần ba vào ngày 29 tháng 7. Hai ngày sau, Charles Thomas Menoher thay thế Chuẩn tướng Robert A. Brown của Lữ đoàn Bộ Binh 84 bằng MacArthur.

### Trận Saint-Mihiel và cuộc tấn công Meuse-Argonne
Sư đoàn 42 được một vài tuần nghỉ ngơi, và trở lại với Trận Saint-Mihiel vào ngày 12 tháng 9 năm 1918. Cuộc tiến quân của Đồng Minh được tiến hành nhanh chóng và MacArthur được trao huân chương Silver Star lần thứ năm. Ông đã nhận được huân chương Silver Star thứ sáu cho sự tham gia của ông trong một cuộc đột kích vào đêm 25-26 tháng 9.
Sự tham gia của Sư đoàn 42 trong cuộc tấn công Meuse-Argonne bắt đầu vào ngày 14 tháng 10 khi sử dụng cả hai lữ đoàn. Tối hôm đó, một hội nghị được gọi để thảo luận về cuộc tấn công, trong đó Charles Pelot Summerall, chỉ huy của Sư đoàn 1 Bộ Binh và Quân đoàn 5, đã gọi điện thoại và yêu cầu tấn công Châtillon 18:00 tối hôm sau. Một bức ảnh chụp trên không cho thấy có một khoảng trống trong hàng rào dây thép gai Đức ở phía đông bắc Châtillon. Trung tá Walter E. Bare - Tư lệnh Bộ binh 167 - đề xuất một cuộc tấn công từ hướng đó, nơi mà phòng thủ yếu nhất. MacArthur đã thông qua kế hoạch này. Ông bị thương, nhưng không nghiêm trọng, hướng tấn công chính xác.
Thay vào đó, ông đã được trao huân chương Thập tự lần hai. Vào ngày 10 tháng 11 năm 1918, một ngày trước khi chấm dứt cuộc chiến, MacArthur được bổ nhiệm làm tư lệnh Sư đoàn 42. Đối với thành tựu trong chỉ huy với Lữ đoàn bộ binh 84, ông đã được tặng thưởng Huân chương Distinguished Service Medal.
MacArthur đi trên tàu ngầm SS Leviathan, trở về New York vào ngày 25 tháng 4 năm 1919.

## Giữa hai cuộc chiến
MacArthur có một thời gian khó khăn để tìm một vị trí toàn thời gian trong quân đội, cũng giống như nhiều giới chức quân sự sau Chiến tranh thế giới thứ nhất. Điều này làm cho ông chán nản tuyệt vọng. Tuy nhiên, ông được phép giữ cấp bậc thời chiến của mình, không như những người khác bị đổi xuống cấp bậc vĩnh viễn thấp hơn. Ông dùng các mối quan hệ của cha mình cũng như của chính ông để tìm kiếm một nhiệm vụ thích hợp. Một nhiệm vụ được đề nghị là trở thành một tùy viên quân sự trong Văn phòng Đặc trách người Bản địa (Bureau of Indian Affairs). Ông giữ được cấp bậc của mình sau chiến tranh phần lớn là nhờ vào Tướng Tham mưu trưởng Lục quân Peyton March. Năm 1919 MacArthur trở thành Giám đốc của Học viện Quân sự Hoa Kỳ ở West Point. Học viện này đã lỗi thời trong nhiều khía cạnh và rất cần được cải tổ. MacArthur ra lệnh thay đổi ngoạn mục trong các hệ thống kỷ luật, thể thao và chiến lược; ông hiện đại hóa chương trình học tập, thêm vào các môn nghệ thuật tự do, các khóa kinh tế và chính phủ.
Năm 1922, John Pershing trở thành Tham mưu trưởng Lục quân, và MacArthur nhận thấy rằng đời binh nghiệp của ông sang một khúc quanh khi ông được trông đợi là sẽ nhận nhiệm vụ tại hải ngoại. Từ 1922 đến 1930, MacArthur phục vụ hai lượt nhiệm vụ tại Philippines, lần thứ hai là tư lệnh Bộ Quân sự Philippines (1928-1930); ông cũng phục vụ hai vòng nhiệm vụ với vai trò tư lệnh các vùng quân sự tại Hoa Kỳ. Năm 1925, ông được thăng thiếu tướng, giới chức quân sự trẻ nhất trong cấp bậc này vào thời đó, và phục vụ trong tòa án quân sự kết án chuẩn tướng Billy Mitchell. Năm 1928, ông lãnh đạo Ủy ban Thế vận hội Hoa Kỳ cho Thế vận hội Mùa hè 1928 tại Amsterdam.

### Các cuộc hôn nhân
Tướng MacArthur lập gia đình hai lần. Ông kết hôn lần đầu với bà Henrietta Louise Cromwell Brookson vào ngày 14 tháng 2 năm 1922 - người vợ đã li dị của Walter Brooks, Jr., và là con gái gọi Edward T. Stotesbury, một nhà ngân hàng giàu có ở Philadelphia, bằng cha dượng. Bà chấp thuận li dị với ông vào năm 1929 với lý do ông đã không lo được cho bà. Sau đó bà kết hôn với Lionel Atwill và mất vào tháng 8 năm 1973. Em trai của bà, James H. R. Cromwell, là chồng của Doris Duke.
MacArthur kết hôn với Jean Marie Faircloth từ Murfreesboro, Tennessee ngày 30 tháng 4 năm 1937. Bà sinh ngày 28 tháng 12 năm 1898 tại Nashville, Tennessee và mất 22 tháng 1 năm 2000, và là một người nhân đức, một nhà hoạt động xã hội. Bà học ở Đại học Ward-Belmont. Ông bà sống với nhau cho đến khi ông mất vào năm 1964. Trong những năm sau này, bà thường hay diễn thuyết về cuộc đời binh nghiệp của người chồng quá cố của bà. Bà mất vì già ở tuổi 101 tại Thành phố New York.
Con trai duy nhất của họ là Arthur sinh ngày 21 tháng 2 năm 1938 tại Manila. Arthur tốt nghiệp Đại học Columbia vào năm 1961.

### Đoàn quân đòi Bổng lộc
Hành động gây tranh cãi nhất xảy ra năm 1932 khi Tổng thống Herbert Hoover ra lệnh cho ông giải tán Đoàn quân đòi bổng lộc (Bonus Army) gồm các cựu chiến binh đang tập trung tại thủ đô biểu tình chống chính quyền. MacArthur bị chỉ trích vì dùng hơi cay, xe tăng, kị binh với kiếm khỏi vỏ và bộ binh với lưỡi lê giương lên để giải tán những người biểu tình. Theo Tướng MacArthur, cuộc biểu tình là do cộng sản và những kẻ theo chủ nghĩa hòa bình chủ mưu, ông còn tuyên bố là chỉ có "một trong mười người là cựu chiến binh." Hai cựu chiến binh bị bắn chết, hai trẻ em chết vì hít hơi cay và hàng ngàn người bị thương.

### Tham mưu trưởng
Tổng thống Franklin D. Roosevelt gia hạn bổ nhiệm MacArthur với tư cách Tham mưu trưởng (Chief of Staff) trong thời Đại Khủng hoảng. Vào lúc MacArthur chấm dứt vòng nhiệm vụ của ông với tư cách Tham mưu trưởng vào tháng 10 năm 1935, quân đội đứng hàng thứ 16 về quân số trong các quân đội trên thế giới với 13.000 sĩ quan và 126.000 binh sĩ hiện dịch. Chương trình chính của MacArthur bao gồm việc phát triển các kế hoạch tổng động viên mới, thiết lập một tổng hành dinh lưu động cho không quân, và tái tổ chức bốn quân đoàn để cải thiện hành chính một cách hữu hiệu. Ông ủng hộ chương trình cải tổ kinh tế gọi là New Deal bằng việc hăng hái điều hành các Đoàn Bảo tồn Dân sự (Civilian Conservation Corps). Ông mang theo mình nhiều sĩ quan nửa đời binh nghiệp tài giỏi, bao gồm George C. Marshall và Dwight D. Eisenhower. Tuy nhiên, MacArthur tạo nhiều kẻ thù là thành viên của chính phủ Roosevelt và thường hay tranh cãi với Tổng thống vì các ý kiến mạnh mẽ của ông. Sau khi hồi hưu, ông quay lại cấp bậc chuẩn thường trực là thiếu tướng và chấp thuận một vai trò mới ở Philippines.

### Thống tướng của Quân đội Philippines
Khi Thịnh vượng chung Philippines giành được tư cách bán độc lập vào năm 1935, Tổng thống Philippines Manuel L. Quezon yêu cầu MacArthur giám sát việc thành lập quân đội Philippines. Là một tướng quân, MacArthur không chọn hồi hưu và vẫn có tên trong danh sách hiện dịch là một thiếu tướng và với sự đồng thuận của Rosevelt, MacArthur nhận nhiệm vụ. MacArthur đã làm bạn với Quezon khi cha của ông làm Toàn quyền Philippines. MacArthur có hai điều kiện trước khi nhận nhiệm sở: lương bổng của ông và nhà ở của ông phải như là của tổng thống. Ông cảm thấy có lý do cho việc đó vì ngôi nhà mà Quezon đang dùng trước đây là nhà mà Douglas đã biết khi còn là một đứa bé, đó là Dinh Malacanang. Dinh này từng là nhà của Toàn quyền Tây Ban Nha, Toàn quyền Mỹ và tất cả các Tổng thống Philippines đến ngày nay. Ngoài ra, MacArthur được phong hàm Thống tướng Quân đội Philippines (Field Marshal of the Philippine Army). Ông là sĩ quan cao cấp có tên trên danh sách của Quân đội Philippines ngày nay—ông cũng là sĩ quan quân sự Mỹ duy nhất giữ cấp bậc thống tướng trong Quân đội Philippines.
Chính phủ Philippines quyết định cấp cho MacArthur một phòng lớn ở Khách sạn Manila danh tiếng của thế giới. Khách sạn được chính quyền Philippines làm chủ. Nó nằm trên Vịnh Manila bên kia công viên của Câu lạc bộ Hải quân và Lục quân là nơi ông thích lui tới. Nó cũng tiện vì gần tòa đại sứ Hoa Kỳ. Những kế toán chính phủ quyết định cách tốt nhất để kết toán giá phòng là làm như MacArthur là một nhân viên của khách sạn để hưởng quyền lợi về chỗ ở. MacArthur được trao chức phận danh dự là "Tổng giám đốc". MacArthur làm ngơ với chức phận danh dự và nắm quyền điều hành khách sạn trong lúc ông ở đó. Phòng MacArthur vẫn còn tồn tại ở khách sạn. Mặc dù Manila là một trong các thành phố bị tàn phá nặng nề nhất qua các cuộc oanh kích của Nhật Bản trong Chiến tranh thế giới thứ hai, khách sạn vẫn còn nguyên vẹn. Phòng MacArthur được dành cho sĩ quan quân sự cao cấp nhất trên quần đảo. MacArthur đưa ra lệnh tương tự cho các phi công Mỹ khi Philippines bị tái chiếm.
MacArthur đầu tư mạnh vào công nghiệp và khai khoáng của Philippines. Trước khi Ngân hàng Quốc gia Philippines (Philippine National Bank) ở Thành phố New York đóng cửa sau khi Nhật Bản tấn công Trân Châu Cảng, MacArthur đã kịp bán hết cổ phần của mình và đổi hết tiền Peso Philippines sang đô la Mỹ.
Trong số các phụ tá của MacArthur làm cố vấn quân sự cho Thịnh vượng chung Philippines là Dwight D. Eisenhower. (vài năm sau đó, Eisenhower được hỏi là có biết MacArthur không thì ông trả lời như sau: "Biết ông ấy à? tôi đã học hỏi nhiều ấn tượng dưới quyền của ông ấy trong bảy năm!")
Tháng 7 năm 1941, Roosevelt gọi ông trở lại nhiệm vụ hiện dịch trong Quân đội Hoa Kỳ với tư cách là một thiếu tướng và đặc cách ông làm tư lệnh của Tổng lực lượng Vũ trang Hoa Kỳ ở Viễn Đông và thăng chức ông lên hàm trung tướng vào ngày hôm sau. Tháng 12, ông trở thành đại tướng bốn sao khi Nhật Bản tấn công khắp mặt trận rộng lớn trong Thái Bình Dương.

## Chiến tranh thế giới thứ hai

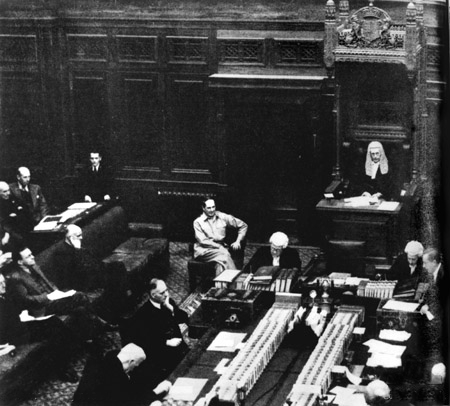
MacArthur viếng thăm Hạ nghị viện Úc tháng 3 năm 1942

Sau khi Hoa Kỳ tham chiến trong Chiến tranh thế giới thứ hai, MacArthur trở thành tư lệnh Đồng Minh tại Philippines. Ông gây nhiều tranh cãi, đặc biệt là khi ông gạt bỏ ý kiến của tư lệnh không quân của ông là Tướng Lewis H. Brereton khi ông này xin lệnh mở các cuộc không kích của Hoa Kỳ nhắm vào các căn cứ Nhật Bản trên đất Đài Loan trong một kế hoạch ban đầu trước chiến tranh. MacArthur từ chối, ngược lại lệnh khẩn cấp của ông, và thay vì thế ông lại ra lệnh cất các máy bay để tránh chúng bị Nhật Bản tấn công tiêu diệt; phân nửa tổng số máy bay bị phát hiện và tiêu diệt trong lúc tiếp nhiên liệu, mở màn cho một cuộc tấn công chiếm đóng của Nhật Bản trên đất Philippines. Có một số người không tin vào những nhận định của Tướng Brereton về các sự kiện này. Trong hồi ký của Geoffrey Perret có tựa là Old Soldiers Never Die (Những người lính xưa không bao giờ chết) cho rằng trường hợp này là do sự lơ là của các sĩ quan cấp trung, đơn giản là họ thích phong cảnh ở Căn cứ Không quân Clark. Những người khác như nhà viết tiểu sử Alan Schom thì tuyên bố rằng MacArthur tự tách biệt khoảng mấy giờ đồng hồ sau khi nhận được báo cáo về vụ Tấn công Trân Châu Cảng và từ chối họp mặt hay ra lệnh cho Tướng Brereton phân tán các máy bay Mỹ.
Một trong các sai lầm lớn nhất của MacArthur là phòng thủ Luzon. Bộ Tham mưu đã nhận định trước chiến tranh rằng phòng thủ là không thực tiễn. Vì vậy, kế hoạch đối phó với một cuộc tấn công đổ bộ của Nhật Bản là thi hành một cuộc rút lui trật tự các lực lượng cùng với trang thiết bị và dự trữ về pháo đài vững chắc trên bán đảo Bataan. Tuy nhiên, MacArthur vứt bỏ kế hoạch này khi quân đội Nhật Bản tấn công đổ bộ vì ông nghĩ rằng ông có thể đánh bại quân Nhật trên chiến trường. Tuy vậy quân Nhật liên tiếp đánh vào sườn lực lượng của ông bằng cách đưa trận chiến ra biển, đánh rồi rút quanh lực lượng của ông. Cuối cùng, lực lượng Hoa Kỳ tháo chạy mà không có đồ dự trữ tiếp liệu và lương thực mà họ cần để về pháo đài Bataan. Sau một cuộc kháng cự kéo dài nhiều tháng, họ bắt buộc phải đầu hàng, đơn giản là vì hết lương thực.
Tổng hành dinh của MacArthur trong chiến dịch Philippines 1941-1942 nằm trên pháo đài đảo Corregidor; chuyến đi duy nhất của ông đến tiền tuyến ở Bataan khiến ông thành đề tài cho biệt danh và bài hát ngắn chế diễu "Dugout Doug" (Douglas trốn dưới hầm). Tuy nhiên, pháo đài của MacArthur được đánh dấu rõ và là mục tiêu của các cuộc không kích của Nhật Bản cho đến khi Manuel Quezon nhắc nhở MacArthur "đừng để chính ông gặp nguy hiểm". Tháng ba năm 1942, khi lực lượng Nhật Bản xiết chặt vòng vây trên lãnh thổ Philippines, MacArthur được lệnh của Tổng thống Roosevelt rời Philippines sang Melbourne, Úc sau khi Tổng thống Quezon đã rời Philippens. Cùng với vợ ông, con trai bốn tuổi và một nhóm cố vấn, tư lệnh quân sự cấp dưới được chọn, MacArthur cuối cùng tháo chạy khỏi Philippines trên tàu PT 41 do Đại úy John D. Bulkeley chỉ huy và vượt thoát thành công một cuộc săn đuổi quy mô của Nhật tìm kiếm ông. MacArthur đến Mindanao vào ngày 13 tháng 3 và lên oanh tạc cơ Pháo đài Bay B-17 ba ngày sau đó. Ngày 17 tháng 3, ông đến Sân bay Batchelor ở Lãnh thổ Bắc của Úc cách Darwin 60 dặm (100 km) về phía nam trước khi bay đến Alice Springs nơi ông đáp xe lửa Ghan đến Adelaide, Nam Úc. Bài diễn văn nổi tiếng của ông trong đó ông nói "I came out of Bataan and I shall return" (Tôi đến từ Bataan và tôi sẽ trở lại) được viết ở Terowie, Nam Úc ngày 20 tháng 3. Trong thời gian đó, Tổng thống Quezon trao tặng MacArthur Huân chương Bội tinh Philippines (Philippine Distinguished Conduct Star).
MacArthur được tặng thưởng Huân chương Vinh dự (Medal of Honor) vì lãnh đạo phòng thủ Philippines. Arthur và Douglas MacArthur là cha con đầu tiên được tặng thưởng Huân chương Vinh dự. Cả hai vẫn là cha con duy nhất được như thế cho đến năm 2001 khi Theodore Roosevelt được tặng thưởng một sau khi mất vì đã phục vụ trong Chiến tranh Tây Ban Nha-Mỹ. Theodore Roosevelt, Jr. đã nhận được một vì phục vụ trong Chiến tranh thế giới thứ hai.

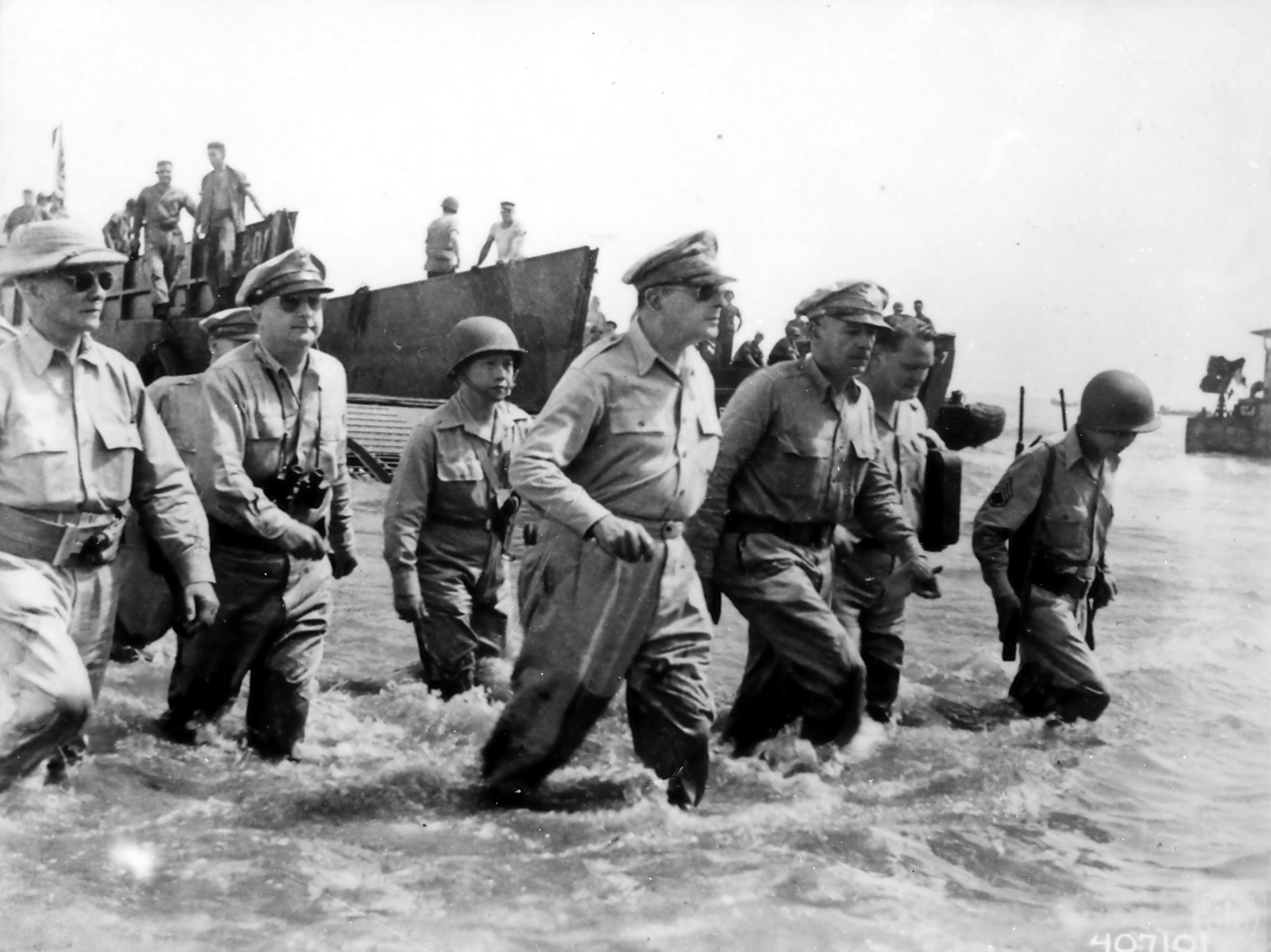
Tướng MacArthur trở lại Philippines

MacArthur được bổ nhiệm là Tư lệnh Tối cao Tổng lực lượng Đồng Minh trong Vùng Tây Nam Thái Bình Dương (Southwest Pacific Area). Thủ tướng Úc là John Curtin đặt MacArthur trong vai trò tư lệnh quân sự Úc. Lực lượng Úc, theo sau cuộc bao vây Philippines, đạt quân số đông hơn tổng lực lượng Mỹ của MacArthur. Tổng lực lượng Đồng Minh dưới quyền tư lệnh của ông bao gồm một con số nhỏ các nhân sự từ Đông Ấn thuộc Hà Lan và các nước khác. Một trong các nhiệm vụ đầu tiên của MacArthur là trấn an người Úc vì họ sợ một cuộc xâm lăng của Nhật Bản. Chiến cuộc vào lúc này chủ yếu là xung quanh và tại New Guinea và Đông Ấn thuộc Hà Lan. Vào ngày 20 tháng 7 năm 1942, Tổng hành dinh của Vùng Tây Nam Thái Bình Dương được dời sang Brisbane thuộc bang Queensland, Australia, đóng trong tòa nhà của Hiệp hội Bảo hiểm AMP (sau này hay được gọi là Trung tâm MacArthur).
Các chiến thắng của Úc ở Trận Vịnh Milne và Chiến dịch Kokoda Track xảy ra cuối năm 1942, đây là các chiến thắng đầu tiên của các lực lượng Đồng Minh trên bộ khắp nơi chống Nhật Bản. Khi được báo cáo rằng Sư đoàn 32 Hoa Kỳ, một đơn vị Vệ binh Quốc gia thiếu kinh nghiệm của Hoa Kỳ, tỏ ra thiếu khả năng trong cuộc tấn công của Đồng Minh vào Buna và Gona là các vị trí đổ bộ chính của Nhật Bản tại miền đông bắc New Guinea, MacArthur ra lệnh cho tư lệnh Quân đoàn I Hoa Kỳ là Robert L. Eichelberger nắm giữ quyền chỉ huy trực tiếp các cuộc hành quân của Đồng Minh:
Bob, tôi đưa anh đến chỉ huy tại Buna. Hãy cách chức Harding... tôi muốn anh loại bỏ tất cả sĩ quan nào không muốn chiến đấu. Hãy cách chức các chỉ huy trung đoàn và tiểu đoàn; nếu cần, đưa trung sĩ phụ trách tiểu đoàn và hạ sĩ chỉ huy đại đội... Bob, tôi muốn anh chiếm được Buna, hoặc đừng sống sót trở về... Và cũng như vậy đối với tham mưu trưởng của anh luôn.
Tư lệnh tổng lực lượng trên bộ của Đồng Minh, Tướng Thomas Blamey, không muốn Sư đoàn 41 Hoa Kỳ, một đơn vị Vệ binh Quốc gia khác cũng thiếu kinh nghiệm, tiếp viện cuộc công kích Gona, và thay vào đó yêu cầu Lữ đoàn 21 Úc được phái tới vì "ông biết là họ sẽ chiến đấu". Tuy nhiên, một trung đoàn của Sư đoàn 41 Hoa Kỳ được phái đến Gona.
Tháng ba năm 1943, Tham mưu trưởng liên quân chấp thuận chiến lược lớn của MacArthur, được biết với tên gọi Chiến dịch Cartwheel, nhắm mục tiêu chiếm căn cứ chính của Nhật Bản ở Rabaul với quan điểm chiến lược là dùng nó như các căn cứ tiền phương. Trong năm 1944 chiến lược này được thay đổi và Rabaul bị bỏ qua để mặc. Ban đầu, phần lớn các lực lượng trên bộ của ông là người Úc, nhưng lực lượng quân sự Hoa Kỳ đến mỗi ngày một đông, bao gồm Thủy quân lục chiến, Quân đoàn 6 (lực lượng Alamo), và sau đó cả Quân đoàn 8. Ngoài ra, ông đưa thêm vào cuộc một số lượng lớn các tàu ngầm được triển khai trong những nhiệm vụ được gọi là "tàu ngầm du kích" (guerrilla submarine) và tấn công đường hàng hải Nhật Bản.

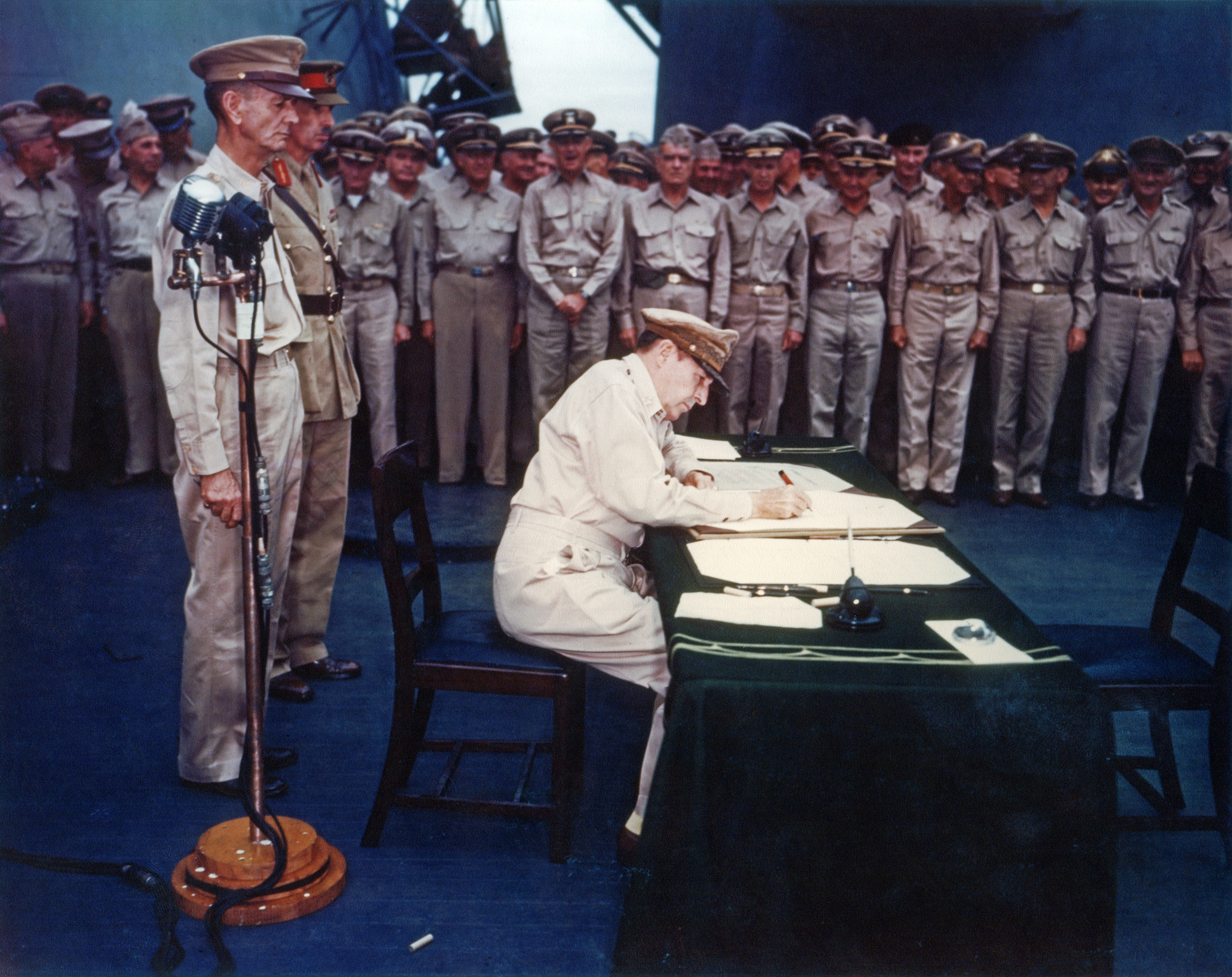
Tướng MacAthur ký văn bản chấp nhận sự đầu hàng của Nhật Bản vào ngày 2 tháng 9 năm 1945

Việc MacArthur sử dụng không lực trong chiến dịch New Guinea được nhiều sử gia xem là lần đầu tiên lợi dụng sức mạnh không quân để ảnh hưởng chiến cuộc trên bộ. Cuộc tiến công của các lực lượng trên bộ của ông trên bờ biển dài 1.500 dặm (2.400 km) theo trình tự đặc biệt trên các vùng đất được chọn sẵn có khả năng biến thành các đường phi đạo cho máy bay hỗ trợ chiến thuật. Bằng cách tiến quân từng bước một luôn trong tầm của các máy bay oanh tạc chiến đấu của mình (tiêu biểu là P-38 Lightning), ông có thể duy trì được lợi thế không quân cho các chiến dịch trên bộ của ông. Điều này đã cung cấp trợ chiến bằng không quân gần kề và tối hệ trọng (oanh tạc các vị trí quân địch) và cũng không cho kẻ địch tiếp tế bằng đường biển và đường không, chia cắt hữu hiệu các lực lượng Nhật Bản khi chúng bị tấn công. Chiến tranh trên bộ thời hiện đại dựa vào khái niệm này, người đầu tiên thực hiện hoàn hảo là tư lệnh tổng lực lượng không quân của MacArthur là Tướng Không lực Hoa Kỳ George Kenney.
Tổng lực lượng Đồng Minh dưới quyền tư lệnh của MacArthur đổ bộ lên Đảo Leyte vào ngày 20 tháng 10 năm 1944 thực hiện lời hứa của MacArthur là trở lại Philippines. Họ củng cố vị trí trên quần đảo trong Trận Luzon sau trận đánh ác liệt và mặc dù có một cuộc phản công bằng hải quân rất lớn của Nhật Bản trong trận vịnh Leyte. Với việc tái chiếm quần đảo, MacArthur dời tổng hành dinh của mình về Manila nơi ông thông báo kế hoạch xâm chiếm Nhật Bản cuối năm 1945. Cuộc xâm chiếm được đánh phủ đầu bằng vụ ném bom nguyên tử xuống Hiroshima và Nagasaki và vào ngày 2 tháng 9 năm 1945, MacArthur tiếp nhận sự đầu hàng chính thức của Nhật Bản, kết thúc Chiến tranh thế giới thứ hai.
MacArthur được thăng cấp bậc mới là Thống tướng ngày 18 tháng 12 năm 1944. Bộ quân hàm 5 sao Thống tướng đầu tiên của ông được một thợ bạc người Philippines làm vào tháng 12 năm 1944 bằng cách nấu chảy các đồng tiền bằng bạc của Hoa Kỳ, Philippines, Anh, Úc và Hà Lan, những quốc gia mà có quân dưới quyền tư lệnh của ông lúc đó.
Tổng thống Philippines Sergio Osmeña cũng trao tặng ông phần thưởng quân sự cao quý nhất của Philippines, đó là Anh dũng Bội tinh (Medal of Valor).

## Nhật Bản sau Chiến tranh thế giới thứ hai

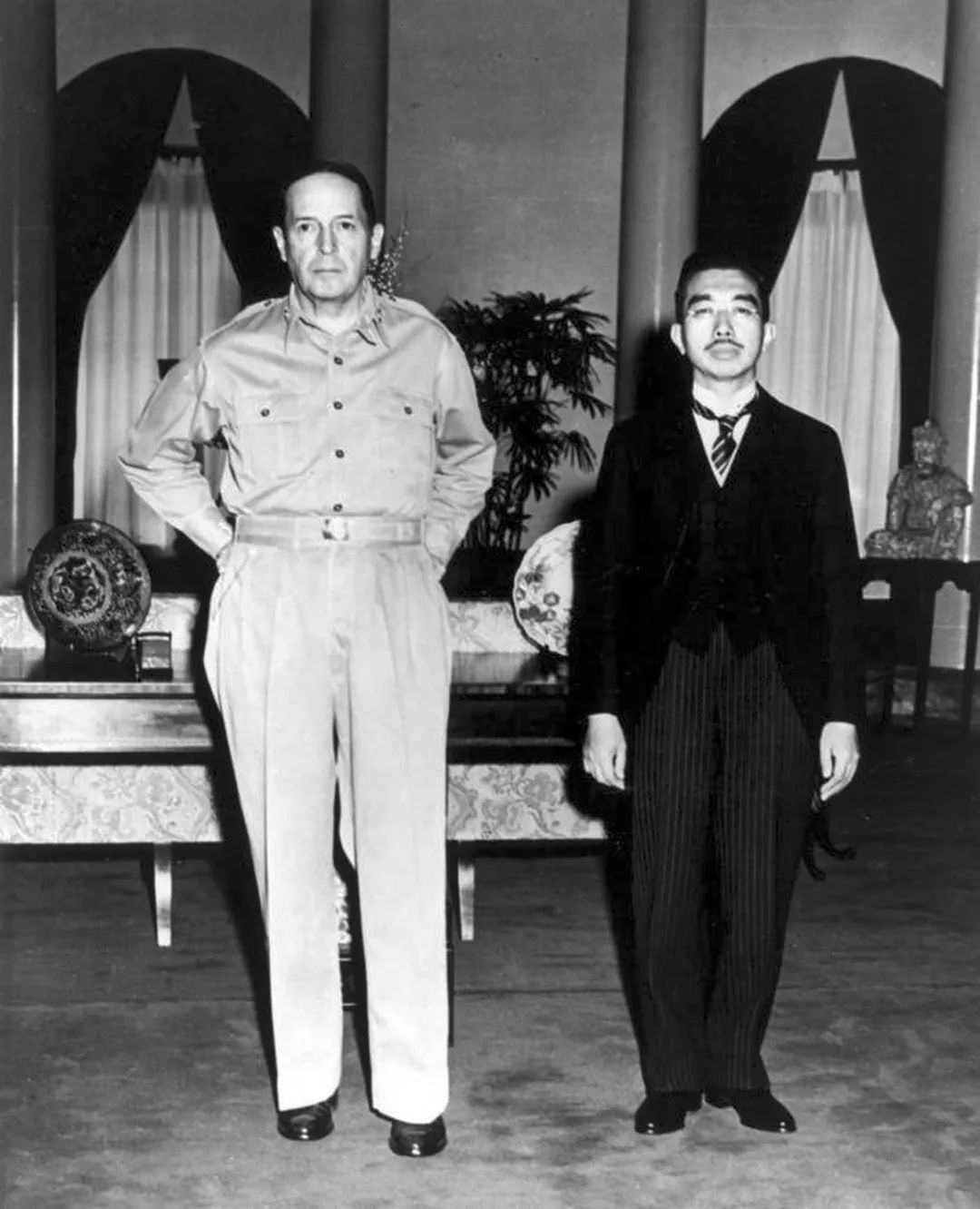
Tướng MacArthur và Thiên hoàng Hirohito.

Ngày 29 tháng 8 năm 1945, MacArthur được lệnh áp đặt quyền lực đối với bộ máy hành chính của triều đình Nhật Bản, trong đó có cả Thiên hoàng Hirohito (1901 - 1989). Khoảng 350.000 quân Mỹ kéo vào Nhật Bản và đóng căn cứ ở hầu khắp đất nước này, lực lượng này được đặt dưới sự chỉ huy của MacArthur.
Nhiều người tin rằng MacArthur có thể đã góp phần rất lớn trong lịch sử suốt 5 năm rưỡi với vai trò Tư lệnh Tối cao Tổng lực lượng Đồng Minh tại Nhật Bản. Tuy nhiên, một vài sử gia chỉ trích việc làm của ông khi tha tội cho Thiên hoàng Hirohito và tất cả các thành viên của Hoàng gia dính líu với chiến tranh như Thân vương Chichibu Yasuhito (秩父宮雍仁親王, Chất Phụ cung Ung Nhân Thân vương), Vương tước Asaka Yasuhiko (朝香宮鳩彦王, Triều Hương cung Cưu Ngạn vương), Vương tước Takeda Tsunehisa (竹田宮恒徳王, Trúc Điền cung Hằng Đức vương) và Vương tước Higashikuni Naruhiko (東久邇宮 稔彦王, Đông Cửu Nhĩ cung Nhẩm Ngạn vương) khỏi truy tố tội phạm chiến tranh. Ngày 26 tháng 11 năm 1945, MacArthur xác nhận với Đô đốc Mitsumasa Yonai (米內光政, Mễ Nội Quan Chính) rằng việc Thiên hoàng thoái vị là không cần thiết. MacArthur miễn tội Hirohito và làm lơ khuyến cáo của nhiều thành viên hoàng gia và giới trí thức Nhật Bản công khai đòi Thiên Hoàng thoái vị và thực thi chế độ nhiếp chính. Thí dụ, Thân vương Mikasa Takahito (三笠宮崇仁, Tam Lạp cung Sùng Nhân), em trai út của Thiên hoàng Hirohito đã đứng lên trong một cuộc họp riêng vào tháng 3 năm 1946 hối thúc vua anh nhận lãnh trách nhiệm bại trận, trong khi đó nhà thơ nổi tiếng là Tatsuji Miyoshi (三好達治, Tam Hảo Đại Trị) viết một bài luận trong tạp chí Shinchô với tựa đề "Thiên hoàng nên thoái vị mau".
Theo sử gia Herbert Bix, "MacArthur và Bonner Fellers đã soạn thảo kế hoạch của riêng mình trong việc chiếm đóng và cải tổ Nhật Bản." "Tóm lại, MacArthur không đưa ra một chính sách mới nào đối với Thiên Hoàng; ông chỉ tiếp tục chính sách có sẵn trong năm cuối cùng của Chiến tranh Thái Bình Dương, rồi bỏ qua những ý định trong chính sách đó khi hoàn cảnh xung quanh thay đổi". Chương trình có mật danh là "Operation Blacklist" (Chiến dịch Sổ đen) nhằm vào việc tách biệt Thiên hoàng Hirohito khỏi giới quân phiệt, giữ Hirohito như một biểu tượng hình thức và dùng hình ảnh Thiên hoàng để mang đến sự cải biến dân tộc Nhật Bản.
Theo Bix, "vài tháng trước khi tòa án Tội phạm chiến tranh Tokyo bắt đầu mở phiên xét xử thì các thuộc cấp cao cấp nhất của MacArthur đã làm việc để qui trách nhiệm Vụ tấn công Trân Châu Cảng cho Hideki Tojo". Nói về các cuộc tranh luận giữa Tổng thống Truman, Tướng Eisenhower và Tướng MacArthur, Bix cho rằng "ngay khi đổ bộ lên đất Nhật Bản, Bonner Fellers tiến hành làm việc để bênh vực Hirohito khỏi vai trò mà Thiên hoàng đã làm trong suốt và cuối chiến tranh" và "cho phép những nghi can tội phạm chiến tranh chính hợp tác dựng chuyện để Thiên Hoàng được miễn truy tố".
Theo John Dower, "Chiến dịch thành công trong việc miễn quy trách nhiệm chiến tranh cho Thiên hoàng không có giới hạn. Thiên hoàng Hirohito không chỉ được xem như một kẻ vô tội về bất cứ hành động chính thức nào mà có thể khiến ông bị đưa ra xét xử và truy tố như một tội phạm chiến tranh. Ông được biến thành một khuôn mặt gần như thánh thiện, thậm chí không cần chịu trách nhiệm đạo đức đối với chiến tranh." "Với sự hỗ trợ toàn lực từ tổng hành dinh của MacArthur, cơ quan truy tố làm việc hiệu quả như là một nhóm bào chữa cho Thiên hoàng".

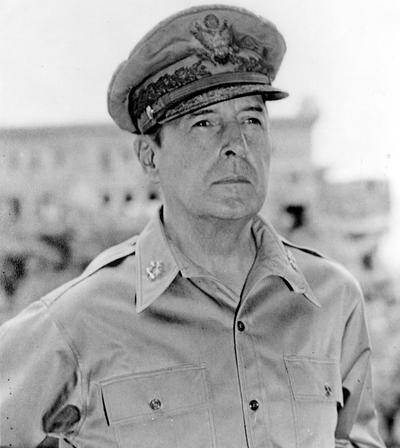
Tướng Douglas MacAthur năm 1945

Đối với những người ngưỡng mộ, những cảm xúc sâu sắc của MacArthur đối với nước Nhật bại trận có thể được thấy rõ trong những tấm hình chụp lễ tiếp nhận đầu hàng trong đó cờ của Thiếu tướng Hải quân Matthew Calbraith Perry (1794-1858) được trưng bày rõ nét. Là một hậu duệ của gia đình Perry ở Massachusetts và là một người bà con với Matthew Calbraith Perry, MacArthur tự xem mình là một người mở cửa Nhật Bản lần thứ hai hơn là một người chinh phục quốc gia này. MacArthur và tổng hành dinh của ông đề ra các chính sách tái thiết, thiết lập một chính phủ nghị viện tại Nhật, và phác họa một hướng đi để hiện đại hóa nước Nhật. Hoa Kỳ kiểm soát chặt chẽ sự tái thiết của Nhật Bản, và MacArthur là một lãnh đạo lâm thời rất có hiệu quả của Nhật Bản từ năm 1945 đến 1948.
Năm 1946, bộ tư lệnh của MacArthur soạn thảo một bản hiến pháp mới từ bỏ chiến tranh và giảm vị thế của Thiên hoàng xuống thành một biểu tượng hình thức; hiến pháp này vẫn còn được sử dụng tại Nhật cho đến ngày nay. Ông cũng thúc ép Nghị viện Nhật thực hiện chương trình phân quyền (decentralization) để tách nhỏ các tập đoàn công nghiệp lũng đoạn của Nhật và khuyến khích thành lập các công đoàn Nhật Bản đầu tiên.
Những chương trình tái thiết đã gây báo động cho nhiều người ở Bộ Ngoại giao và Bộ Quốc phòng Hoa Kỳ vì họ tin rằng chúng mâu thuẫn với viễn tưởng của nước Nhật (và năng lực công nghiệp của Nhật Bản) như một tường thành ngăn chặn sự mở rộng của chủ nghĩa cộng sản tại châu Á. Một số các cải cách của MacArthur, như bộ luật lao động, bị hủy bỏ vào năm 1948 khi việc kiểm soát Nhật Bản đơn độc của ông chấm dứt vì có sự can dự ngày càng nhiều từ Bộ Ngoại giao. MacArthur trao quyền lại cho chính phủ mới thành lập của Nhật vào năm 1949 và vẫn ở Nhật Bản cho đến khi bị Tổng thống Harry S. Truman triệu hồi ngày 11 tháng 4 năm 1951. Truman thay thế MacArthur bằng Tướng Lục quân Hoa Kỳ Matthew Ridgway. Khoảng năm 1952, chế độ chiếm đóng của Mỹ chấm dứt, Nhật Bản là một quốc gia có chủ quyền và Nhà nước tuân theo hiến pháp mà MacArthur đã tạo ra. Hiến pháp này đã có hiệu lực kể từ năm 1947.
Cuối năm 1945, các ủy viên quân sự Đồng Minh đưa ra xét xử 4.000 sĩ quan Nhật Bản vì tội phạm chiến tranh. Khoảng 3.000 lãnh án tù và 920 bị hành quyết; các cáo buộc bao gồm Vụ thảm sát Nam Kinh, Đường tử thần Bataan và Thảm sát Manila. Những người chỉ trích cho rằng Tướng Yamashita Tomoyuki, Tư lệnh Nhật Bản tại Philippines, mất quyền kiểm soát quân lính của ông cho nên ông không đáng bị hành quyết. Thực tế, những người có trách nhiệm là dưới quyền của Nguyên soái Hisaichi Terauchi. Sau cùng, vì ông không từ chức nên người ta tìm ra trách nhiệm tư lệnh của ông để áp đặt trách nhiệm pháp lý cho hành động của quân Nhật; trường hợp này trở thành một tiền lệ được biết với tên gọi Chuẩn Yamashita (Yamashita Standard). Chuẩn tương tự được áp dụng trong trường hợp của Tướng Homma cũng bị xét xử và bị treo cổ vì những hành động tàn bạo trong vụ Đường tử thần tại Bataan. Thực tế, Tướng Homma lúc đó đang dẫn quân chiếm Corregidor. PBS (Hệ thống truyền thông công cộng ở Hoa Kỳ) có lần gọi các vụ xử án này là "vội vàng".
Cuối chiến tranh, MacArthur bí mật miễn tội cho các bác sĩ trong Đơn vị 731 để đổi lấy thông tin cung cấp cho Hoa Kỳ những nghiên cứu của họ về vũ khí sinh học. Kết quả là chỉ có một người đứng ra nhắc về những thí nghiệm của Nhật Bản với "huyết thanh độc" lên dân thường Trung Hoa được nghe thấy trong tòa án tội phạm chiến tranh Tokyo vào tháng 8 năm 1946. Người thực hiện việc này là David Sutton, phụ tá của công tố viên Trung Hoa.
Chiến lược được đề nghị của MacArthur để chiến thắng Chiến tranh Lạnh là áp dụng một chiến lược quốc phòng "Pháp đài Mỹ", tập trung vào việc bảo vệ Tây Bán Cầu tương tự các chính sách mà những người theo chủ nghĩa biệt lập chủ trương như Robert Taft kết hợp với một chính sách ngoại viện cho tất cả các quốc gia chống lại chủ nghĩa cộng sản (tại châu Á cũng như châu Âu). Giống như Thượng nghị sĩ Taft, Tướng MacArthur chống đối mạnh mẽ việc thành lập tổ chức NATO.
MacArthur một mình cai trị toàn diện nước Nhật bại trận trong gần 6 năm, bỏ ngoài tai mọi ý kiến bất đồng của các nghị sĩ và quan chức Mỹ; người ta gọi ông là "nhà độc tài thần thánh" (Godlike dictator). Nhưng nhà độc tài ấy được đông đảo dân Nhật thực sự tôn kính với lòng biết ơn sâu sắc. Ngày ông trở về Mỹ, hàng trăm nghìn người Nhật kéo nhau ra đường đưa tiễn, hô vang "Đại nguyên soái", nhiều người nước mắt ròng ròng.
Hồi ký của Kiichi Miyazawa (Thủ tướng Nhật nhiệm kỳ 1991-1993) có đoạn viết:
"Ngày 16/4/1951, MacArthur rời Tokyo về Mỹ. Hôm ấy dân chúng Nhật đứng chật kín suốt hai bên đường từ trụ sở SCAP tới sân bay Haneda. Thủ tướng Nhật cùng toàn thể thành viên Chính phủ ra sân bay tiễn đưa. Tôi đứng sau Bộ trưởng Tài chính, đối diện với chiếc chuyên cơ. MacArthur cùng vợ và con trai lần lượt bắt tay từng quan chức. Khi MacArthur bước lên thang máy bay, một quan chức Nhật bỗng hô to "MacArthur muôn năm !" Thế là tất cả mọi người đều giơ tay hô theo "Muôn năm"....
Nhiều sử gia cho rằng việc đưa nước Nhật đi từ chế độ quân phiệt phong kiến lên chế độ dân chủ hiện đại là công trạng lớn nhất của MacArthur, lớn hơn bất cứ chiến công nào ông từng lập được trên các chiến trường Thế chiến I, II và chiến tranh Triều Tiên. Bản thân MacArthur cũng tự coi ông là người mở cửa nước Nhật lần thứ hai, hơn là một người chinh phục quốc gia này.

## Chiến tranh Triều Tiên
Năm 1945, như một phần việc Nhật Bản đầu hàng, Hoa Kỳ đồng ý với Liên Xô chia Bán đảo Triều Tiên theo vĩ tuyến 38 độ bắc. Kết quả của việc này là tạo nên hai nước: Đại Hàn Dân Quốc thân Tây phương (thường được gọi là Hàn Quốc, Đại Hàn hoặc Nam Hàn), và Cộng hòa Dân chủ Nhân dân Triều Tiên liên kết với Liên Xô (thường gọi là Triều Tiên hoặc Bắc Triều Tiên). Sau khi quân đội của Cộng hòa Dân chủ Nhân dân Triều Tiên tấn công bất ngờ vào ngày 25 tháng 6 năm 1950, Chiến tranh Triều Tiên bắt đầu. Đại hội đồng Liên Hợp Quốc ủy nhiệm một lực lượng Liên Hợp Quốc giúp Hàn Quốc. MacArthur chỉ huy liên minh phòng thủ của Liên hiệp Quốc và sau đó phản công. Đáng ghi nhớ là một cuộc đổ bộ từ biển vào đất liền thành công vượt mức và táo bạo phía sau phòng tuyến của Quân đội Nhân dân Triều Tiên trong Trận Inchon. Cuộc đổ bộ tác chiến thành công thọc vào sườn Quân đội Nhân dân Triều Tiên, buộc quân Triều Tiên tháo chạy tán loạn về phía bắc. Các lực lượng Liên hiệp Quốc truy kích các lực lượng Triều Tiên cuối cùng đến sông Áp Lục là biên giới chung giữa CHDCND Triều Tiên và Trung Hoa.
Ngày 19 tháng 11 năm 1950, với phần lớn lực lượng Triều Tiên bị tiêu diệt, Chí nguyện quân Trung Quốc do Bành Đức Hoài chỉ huy vượt sông Áp Lục, đánh tan các lực lượng Liên hiệp Quốc và buộc họ rút lui trên một lộ trình dài. Gọi việc can thiệp của Trung Hoa là sự bắt đầu của "một cuộc chiến tranh toàn diện mới," MacArthur liên tiếp yêu cầu cho phép không kích nguồn tiếp vận, quân đội và các máy bay ở Mãn Châu bằng vũ khí thông thường và ông cũng yêu cầu được phép triển khai vũ khí nguyên tử tại Cộng hòa Dân chủ Nhân dân Triều Tiên. Chính phủ của Tổng thống Truman sợ rằng một hành động như vậy sẽ gây nguy cơ leo thang chiến tranh thành cuộc xung đột toàn diện với Trung Hoa và có thể lôi cuốn Liên Xô vào cuộc xung đột. Giận dữ vì việc Truman muốn duy trì một cuộc "chiến tranh giới hạn," MacArthur bắt đầu phát biểu trước báo chí truyền thông, cảnh báo họ về một cuộc bại trận chí mạng.
Tháng 3 năm 1951, sau một cuộc phản công của lực lượng Liên hiệp Quốc dưới quyền tư lệnh của Matthew B. Ridgway lần nữa đã xoay chiều hướng chiến tranh theo phần lợi thế về Liên hiệp Quốc, Truman ra hiệu cho MacArthur: ý định của Truman là đề xướng các cuộc hội thảo ngưng bắn. Tin mới đã kết thúc những hy vọng mà vị tướng quân này luôn giữ bên mình là muốn lãnh đạo một cuộc chiến toàn diện chống Trung Quốc, và MacArthur nhanh chóng tự mình đưa ra tối hậu thư cho Trung Quốc. Tuyên bố của MacArthur gây nguy cơ mở rộng chiến tranh và đó cũng là những lời khuyến cáo mà các Tổng tự lệnh gởi cho Truman. Mặc dù điều này hoàn toàn làm tiêu tan các hy vọng cho một cuộc ngưng bắn nhưng ông chỉ nhận một lời khiển trách nhẹ nhàng. Truman rõ ràng có đủ lý do khi thủ lĩnh Đảng Cộng Hòa tại Hạ viện (Joseph W. Martin) đọc một lá thư của MacArthur công khai nêu lên những quan điểm mà gây áp lực cho Washington, nhưng Truman quyết định đợi lời từ các Tổng tư lệnh. Khoảng tháng tư, các Tổng tư lệnh quyết định MacArthur phải ra đi vì nhiều lý do quân sự—họ đã mất lòng tin trong chiến lược của ông, đấy là lúc Truman hành động. Như Bernstein lý luận, MacArthur chưa bao giờ thách thức sự phân quyền của hiến pháp.
Ngày 11 tháng 4 năm 1951, Tổng thống Truman thu hồi chức tư lệnh quân sự của Tướng MacArthur, dẫn đến một loạt tranh cãi. Tướng Matthew B. Ridgway thay thế MacArthur. Chiến tranh tiếp tục trong bế tắc khoảng thêm hai năm với hàng ngàn thương vong gần vĩ tuyến 38.

## Trở về Mỹ

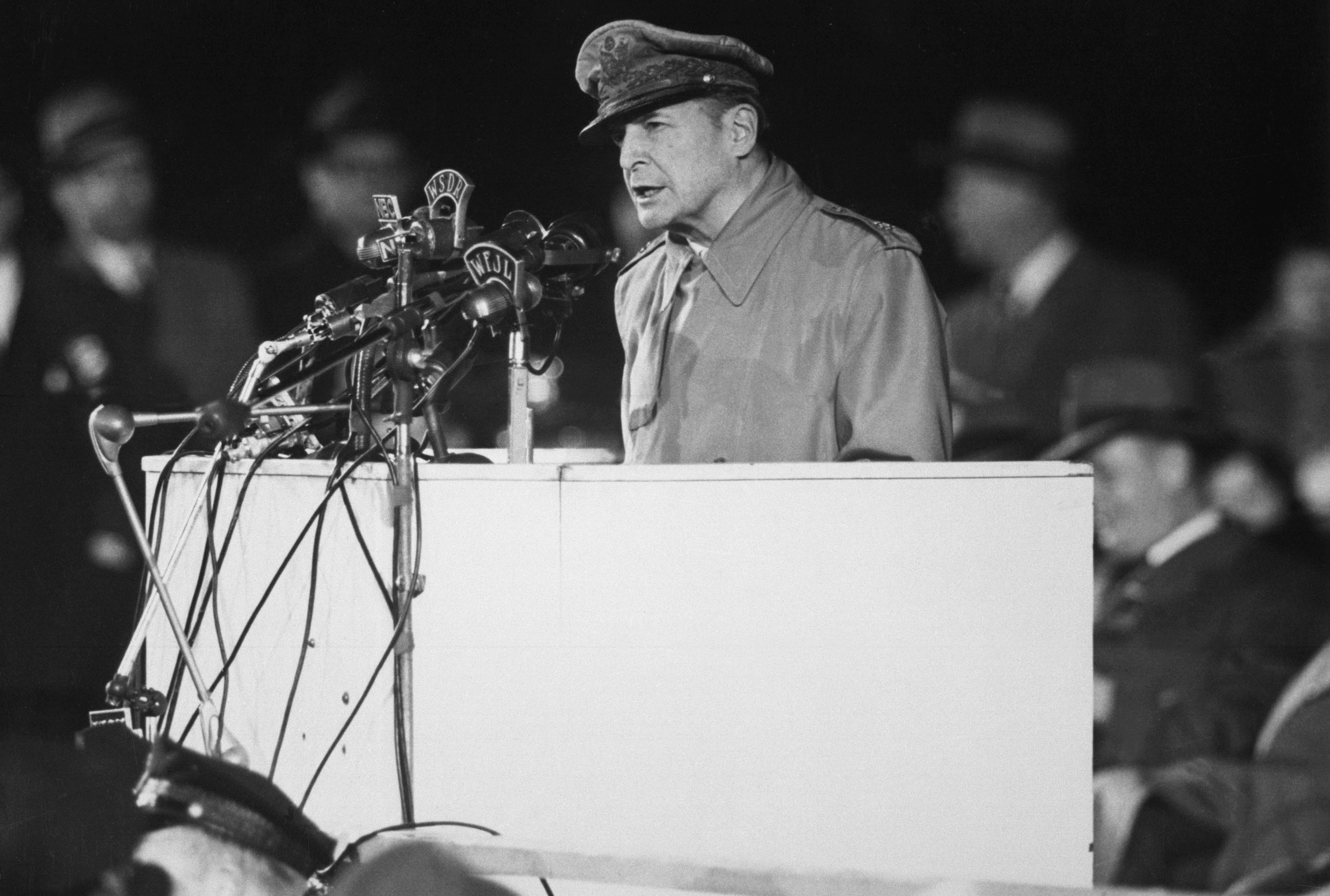
MacArthur phát biểu tại Soldier Field ở Chicago năm 1951

MacArthur trở về Washington, D.C. (lần đầu tiên trên Hoa Kỳ Lục địa trong 11 năm) nơi ông xuất hiện trước công chúng lần cuối cùng trong bài diễn văn chia tay bị gián đoạn với 30 lần hoan hô nhiệt liệt trước Quốc hội Hoa Kỳ. Trong lời cuối kết thúc diễn văn, ông nhắc lại lời bài hát đã có từ trước: "Những người lính già không bao giờ chết; họ chỉ mờ nhạt dần." "Và giống như người lính già của bài hát đó, bây giờ tôi đóng lại đời binh nghiệp của tôi và mờ nhạt dần — một người lính già đã cố sức mình làm tròn bổn phận của mình khi Thượng đế ban cho tôi ánh sáng để tôi thấy được bổn phận đó. Xin tạm biệt."
Trên đường từ Triều Tiên trở về sau khi bị Tổng thống Truman triệu hồi, MacArthur nhận được vô số lời tán dương của công chúng làm nảy sinh viễn tưởng là ông sẽ ra tranh cử tổng thống trong tư cách một người của Đảng Cộng hòa trong lần bầu cử tổng thống năm 1952. Tuy nhiên, một cuộc điều tra việc cách chức ông của Ủy ban Thượng viện Hoa Kỳ do Richard Brevard Russell, Jr. làm chủ tịch góp phần làm cho trạng thái hồ hởi của công chúng lúc ban đầu bị nguội dần, và những hy vọng cho một cuộc chạy đua vào chức tổng thống của MacArthur chết dần. Trong hồi ký Reminiscences, MacArthur luôn nói rằng ông không có những tham vọng về chính trị.

## Từ 1952 đến khi qua đời

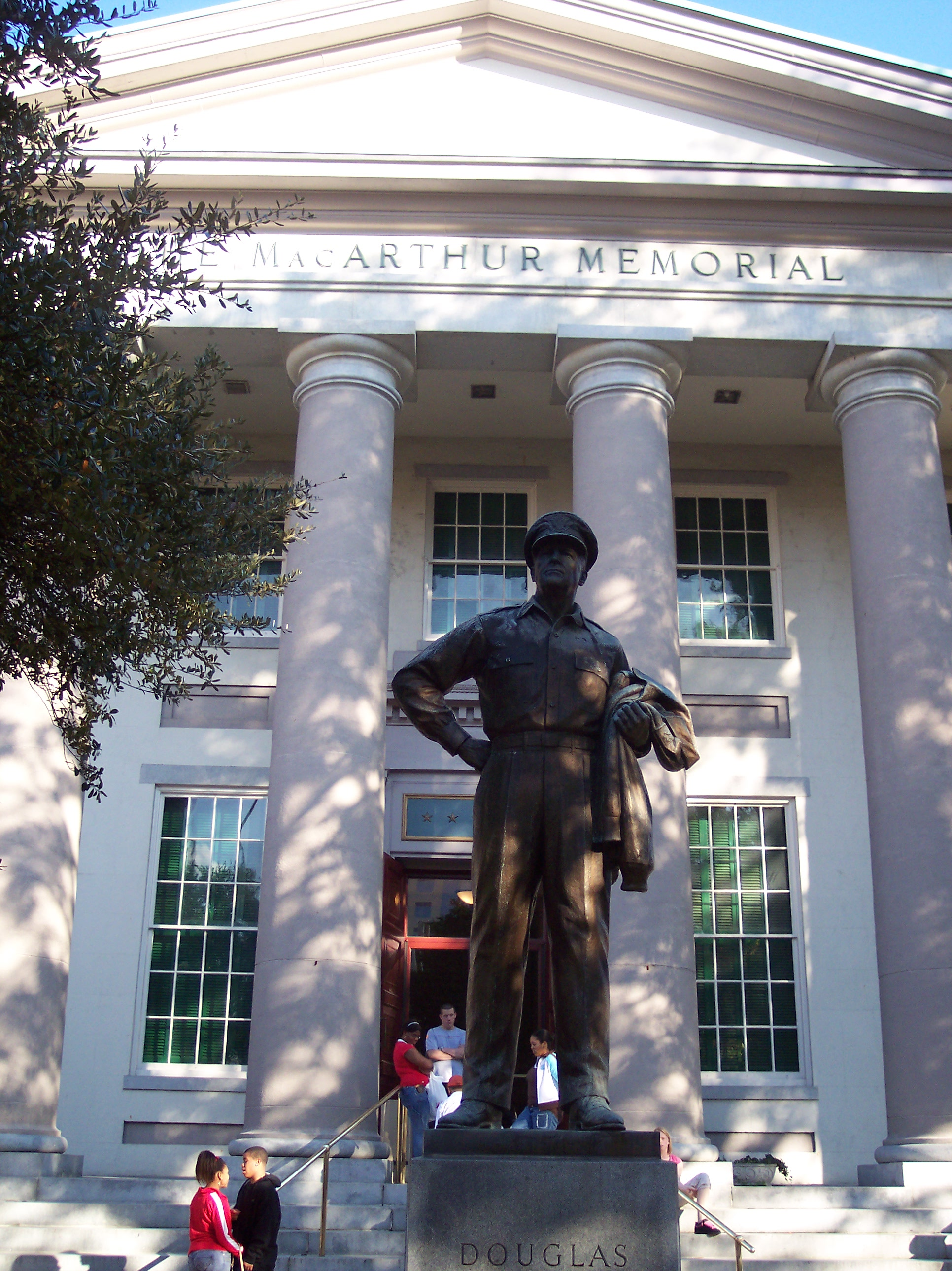
Đài tưởng niệm MacArthur

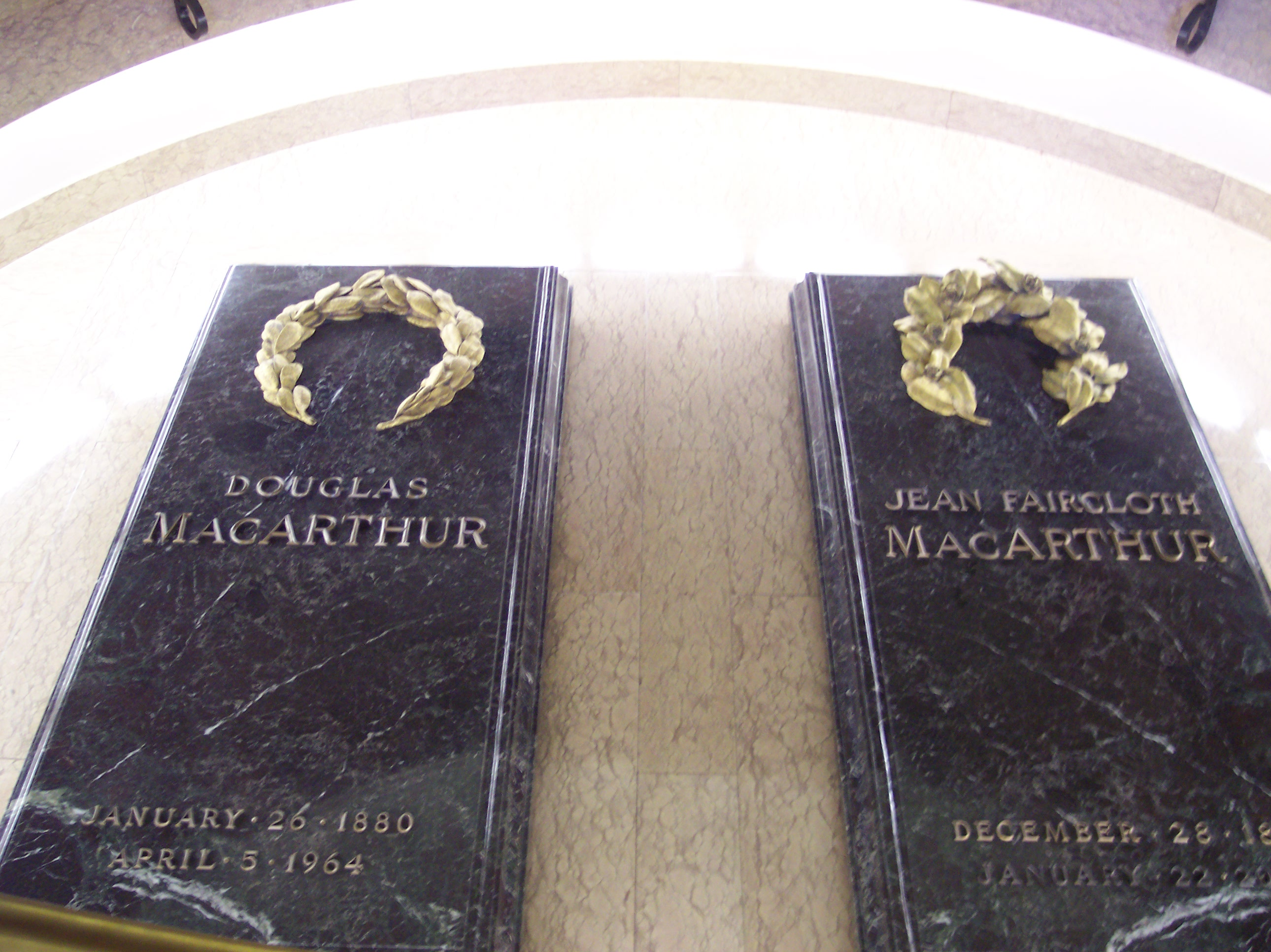
Mộ MacArthur

Trong cuộc chạy đua để được đề cử thành ứng cử viên tổng thống của Đảng Cộng hòa, MacArthur không phải là một ứng viên và thay vào đó ông ủng hộ Thượng nghị sĩ Robert Taft của tiểu bang Ohio; nhiều tin đồn cho rằng Taft đề nghị MacArthur vào trong liên danh của mình là ứng viên phó tổng thống. Taft đã thuyết phục MacArthur trở thành một người phát biểu quan trọng tại đại hội đảng. Bài diễn văn không nhận được nhiều ủng hộ lắm. Taft mất đề cử về tay của Dwight Eisenhower; MacArthur im lặng trong suốt thời gian tranh cử mà kết quả là Eisenhower chiến thắng thật vẻ vang. Khi đắc cử tổng thống, Eisenhower có hội kiến với MacArthur và thực hiện lời đề nghị đe dọa sử dụng vũ khí nguyên tử để kết thúc chiến tranh.
Năm 1956, Thượng nghị sĩ Joseph Martin đưa ra một đề nghị thăng chức MacArthur lên cấp bậc tướng 6 sao; tuy nhiên, điều này gây ra vấn đề với Tổng thống Dwight D. Eisenhower, và rồi việc này cũng chìm luôn trong Thượng viện Hoa Kỳ. MacArthur trở thành lãnh đạo của Công ty chế tạo máy Remington Rand và trải qua phần còn lại của cuộc đời mình tại New York. Ông thực hiện "chuyến đi đầy cảm xúc" ngoạn mục đến Philippines năm 1961 khi ông được Tổng thống Carlos P. Garcia trao tặng Philippine Legion of Honor dành cho Tham mưu trưởng.
Tổng thống John F. Kennedy khẩn cầu hội kiến với MacArthur năm 1961. Cuộc họp đầu tiên trong hai cuộc họp xảy ra chẳng bao lâu sau Cuộc xâm nhập Vịnh Con heo. MacArthur chỉ trích gay gắt Lầu Năm Góc (Pentagon) và ban cố vấn quân sự của họ cho Kennedy. MacArthur cũng nhắc nhở vị tổng thống trẻ tránh một cuộc gia tăng quân sự của Hoa Kỳ tại Việt Nam, chỉ rõ rằng các vấn đề trong nước nên được nhiều ưu tiên hơn.
MacArthur và người vợ thứ hai của ông, Jean Faircloth, trải qua những năm cuối cùng của họ với nhau trong một căn phòng của Khách sạn Waldorf-Astoria. Sau khi ông mất, Jean tiếp tục sống ở đó cho đến khi mất. Hai người được chôn kề bên nhau tại trung tâm thành phố Norfolk, Virginia; nơi an nghỉ của họ nằm trong gian phòng tròn của một nhà tưởng niệm/viện bảo tàng (trước kia là Đại sảnh Thành phố Norfolk) dành tưởng nhớ ông, và có một khu trung tâm mua sắm chính đặt tên của ông (MacArthur Center) phía bên kia đường của khu tưởng niệm. Theo viện bào tàng, Tướng MacArthur chọn được chôn tại Norfolk vì tổ tiên của mẹ ông có mối liên hệ với thành phố.
MacArthur muốn gia đình ông nhớ đến ông hơn là một người lính. Ông nói, "Về nghiệp vụ thì tôi là một người lính và thấy tự hào về sự thật này. Nhưng tôi tự hào hơn—tuyệt đối tự hào hơn—là một người cha. Một người lính phá hủy để xây dựng; người cha chỉ xây mà không bao giờ phá. Một người có tiềm năng gây ra cái chết; người khác là hiện thân của sự tạo ra và cuộc sống. Và trong khi bầy lũ chết chóc mạnh bạo, những đoàn lớp của sự sống lại càng mạnh mẽ hơn (while the hordes of death are mighty, the battalions of life are mightier still). Đấy chính là niềm hy vọng của tôi rằng con trai của tôi, khi tôi qua đời, sẽ mãi nhớ đến tôi không phải là từ chiến trận mà là ở nhà với nó, cùng đọc lời cầu nguyện đơn giản hàng ngày của chúng tôi, 'Father who art in heaven."
Cháu trai của MacArthur, Douglas MacArthur II (con trai của người em của ông) phục vụ với vai trò ngoại giao khoảng vài năm, bao gồm vị trí Đại sứ ở Nhật Bản và một số nước khác.
Năm 1945, MacArthur tặng cầu vai quân hàm Lâu đài Vàng quý giá, một đồ vật cá nhân, cho Kỹ sư trưởng của ông là Thiếu tướng Leif J. Sverdrup. Nó hiện được các Kỹ sư trưởng (người chỉ huy Công binh Lục quân Hoa Kỳ) mang như một truyền thống.

## Các nơi được đặt tên MacArthur
- Học viện Tự do Douglas MacArthur, một nhánh nới rộng của Đại học Howard Payne tại Brownwood, Texas. Có một tượng khổ người thật của MacArthur đứng phía trước tòa nhà. Huân chương Vinh dự của Douglas MacArthur được trưng bày thường xuyên trong Phòng trưng bày MacArthur cùng với một bộ sưu tập những hiện vật có quan hệ với ông bao gồm những thanh kiếm từ Philippines và Nhật, một bộ ống điếu, và nhiều thứ cá nhân khác.
- Hai thị trấn tại Philippines được đặt tên ông là: MacArthur, Leyte, và Tướng MacArthur, Đông Samar.
- Xa lộ nối Kalookan thuộc Đại thị Manila đến La Union ở Philippines được đặt tên của ông. Hiện tại được gọi là "Xa lộ MacArthur."
- Công trường Trung tâm MacArthur (MacArthur Central plaza) to lớn ở dưới phố Brisbane tại tiểu bang Queensland, Australia được đặt tên của ông và có biểu tượng của nó là năm sao cấp bậc của ông. Bảo tàng MacArthur  Lưu trữ ngày 6 tháng 7 năm 2008 tại Wayback Machine, mở cửa cho công chúng vào năm 2004 nằm trong tòa nhà Trung tâm MacArthur.
- Một bức tượng MacArthur dựng tại bến cảng Inchon ở Hàn Quốc năm 1957 đã trở thành một nơi tranh cãi giữa một số nhóm dân sự coi ông là một tội phạm chiến tranh và đòi dẹp bức tượng của ông, và một số nhóm cựu chiến binh coi ông là một vị anh hùng và biểu tượng của tất cả lực lượng Liên Hợp Quốc và Hàn Quốc đã hy sinh.[31] Ẩu đả giữa hai nhóm đã buộc chính quyền Hàn Quốc đem quân đội đến bảo vệ bức tượng. Tháng 11 năm 2006, một lãnh đạo chống đối Tượng MacArthur bị bắt.[32]
- Có hai cây cầu và một con đường được đặt tên của MacArthur tại Đài Loan. Ông là một trong ba người ngoại quốc duy nhất được đặt tên cho một địa danh ở Đài Loan, hai người kia là Franklin Roosevelt và George Leslie Mackay. Con đường nằm ở Đài Bắc, mặc dù bây giờ nó đã được đổi tên. Hai cây cầu kia vẫn còn giữ tên của MacArhur.
- Đại lộ MacArthur tại Maryland và Washington, D.C. được đặt tên để vinh danh ông. Đại lộ chạy từ Công viên Great Falls ở Potomac, Maryland đến khu dân cư Georgetown của Washington, D.C.
- Mặc dù có biến thể trong cách đánh vần, Đại lộ McArthur (đáng lẽ là MacArthur) ở St. Louis, Missouri được đặt tên ông. Nó chạy từ Đại lộ Goodfellow đến Đường Darby.
- Công viên MacArthur nằm ở miền tây Los Angeles, California được đặt tên ông. Công viên cũng là niềm cảm hứng cho một bài hát cùng tên được Jimmy Webb viết thành.
- Đại lộ MacArthur Boulevard là một đoạn của Xa lộ Liên tiểu bang 580 ở California và một Giao điểm Xa lộ MacArthur tại Oakland, California được đặt theo tên ông. Một trạm của hệ thống trung chuyển nhanh vùng vịnh (Bay Area rapid transit) tại Oakland được đặt tên ông. Đường hầm phía nam của Cầu Kim Môn trên Xa lộ một nơi nó đi băng qua Presidio trong thành phố San Francisco được đặt tên ông.
- Có một căn cứ vệ binh quốc gia và một đoạn xa lộ được đặt tên MacArthur tại North Little Rock, Arkansas cũng như một công viên tại Little Rock, Arkansas.
- Trường Trung học Douglas MacArthur ở Levittown, New York được đặt tên ông.
- Trường Tiểu học Douglas MacArthur ở Santa Ana, California được đặt tên ông.
- Irving, Texas nơi có Trường Trung học MacArthur nằm trên Đại lộ MacArthur. Phần nam của thị trấn là Trung học Nimitz, biến Irving cũng là thành phố duy nhất có các trường trung học đặt tên của hai nhà lãnh đạo cao cấp nhất trong Chiến tranh thế giới thứ hai.
- Trường Tiểu học MacArthur tại El Paso, Texas được đặt tên ông.
- Đường MacArthur là một đường vòng dài 8 dặm Anh (13 km) uốn quanh phần phía tây của Alexandria, Louisiana. Cho đến khi Căn cứ Không quân Anh Quốc (England Air Force Base) đóng cửa vào năm 1992, Đường MacArthur giúp nối nó với Trại Beauregard nằm trong phần đông bắc của Alexandria và là một cơ sở vật chất chính của Vệ binh Quốc gia Louisiana.
- Phi trường Long Island MacArthur nằm ở Islip, New York
- Trung tâm MacArthur là một khu thương xá chính nằm trên cao được đặt tên ông. Nó nằm bên kia đường nơi chôn cất và khu tưởng niệm MacArthur ở Norfolk, Virginia.
- Đại lộ MacArthur là xa lộ chính tại Thành phố Oklahoma, tiểu bang Oklahoma, và kết thúc tại học viện đào tạo Quản lý Hàng không Liên bang (Federal Aviation Administration) ở đó.
- Trường Trung học MacArthur ở Lawton, Oklahoma.